# ماهی جنگلی
ماهی جنگلی (کره‌ای: 정글피쉬؛ انگلیسی: Jungle Fish) یک درام تلویزیونی ویژه محصول کره جنوبی سال ۲۰۰۸ با بازی کیم سو هیون و پارک بو یونگ است. این درام بر پایهٔ داستان واقعی است و فشارهایی که دانش آموزان برای قبولی در کالج‌ها و دانشگاه‌های معتبر متحمل می‌شوند و همچنین وبلاگ نویسی جدید تعاملی را به تصویر می‌کشد. ماهی جنگلی اولین بازی کیم سو هیون به عنوان نقش اصلی است که در ۵ مه ۲۰۰۸، ساعت ۱۹:۲۰ (کی‌اس‌تی) از کی‌بی‌اس۲ پخش شد و برای استریم جهانی از طریق کانال یوتیوب کی‌بی‌اس ورلد در دسترس است.
این درام ویژه به آمار بینندگان ۳٫۳٪ رسید و برای فیلم‌برداری و تدوین مورد تحسین منتقدان قرار گرفت و چندین جایزه از جمله جایزه پیبادی را برنده شد. همچنین به برنامه‌ای با بیشترین جوایز بین‌المللی در تاریخ شبکه کی‌بی‌اس تبدیل شد.